# Halles Châtelet
Pour les articles homonymes, voir Châtelet.
Ne doit pas être confondu avec Forum des Halles.
 (janvier 2022).
Les Halles Châtelet est un centre commercial français situé à Orléans dans le département du Loiret et la région Centre-Val de Loire.

## Géographie
Le centre commercial est situé dans le centre-ville, à proximité des quais de la Loire, sur la place du Châtelet, à proximité de la rue Charles Sanglier et de la rue des Halles.

## Histoire
Des halles sont créées en 1882.
Un centre commercial est construit en 1977 en remplacement des vieilles halles.
En 2005, une restructuration importante du centre a été entreprise. Une surface de 1 700 m² sur deux niveaux a été accolée, côté est, au bâtiment existant.

## Description
Le centre est composé de 50 boutiques dont 35 alimentaires ; il est surmonté d'un parking.